# Шурканова, Тамара Гавриловна
Тама́ра Гавриловна Шурка́нова (в замужестве — Апате́ева) (9 мая 1916, Васькино, Красноуфимский уезд, Пермская губерния — 12 декабря 1999, Йошкар-Ола, Марий Эл) — марийский советский партийно-административный работник, учёный-литературовед, педагог, общественный деятель. Заместитель председателя Президиума Верховного Совета Марийской АССР (1949—1952), депутат Верховного Совета МАССР (1947—1955). Участница II, III советских конференций солидарности стран Азии и Африки. Кандидат филологических наук, доцент Марийского государственного педагогического института имени Н. К. Крупской. Член ВКП(б) с 1944 года.

## Биография
Родилась 9 мая 1916 года в д. Васькино ныне Суксунского района Пермского края в семье сельского учителя-марийца.
Сначала поступила в Урало-марийский педагогический техникум в Свердловской области, но в 1934 году переехала в г. Козьмодемьянск Марийской автономной области и окончила здесь Горномарийский педагогический техникум. В 1938 году окончила факультет языка и литературы Марийского государственного педагогического института имени Н. К. Крупской. По его окончании преподавала в Горномарийском, затем в Козьмодемьянском педагогическом училище, располагавшемся в с. Юрино Марийской АССР. За трудовые заслуги отмечена боевой наградой — орденом Красной Звезды и медалью «За доблестный труд в Великой Отечественной войне 1941—1945 гг.».
С 1944 года в МГПИ им. Н. К. Крупской: преподаватель, декан факультета языка и литературы, доцент кафедры языка и литературы. Здесь проработала до 1974 года. Также обучала слушателей партийных курсов в Йошкар-Оле. В 1951—1954 годах была заведующей отделом школ и вузов Марийского обкома КПСС, в 1954—1974 годах одновременно с преподавательской деятельностью была членом ревизионной комиссии Марийского обкома партии.
Занималась и общественной деятельностью. В 1947—1955 годах избиралась депутатом Верховного Совета Марийской АССР II и III созывов, в 1949—1952 годах — заместитель председателя Президиума Верховного Совета Марийской АССР. Принимала участие во II и III советских конференциях солидарности стран Азии и Африки.
За достижения в педагогическом труде и общественной работе награждена знаком «Отличник народного просвещения СССР», медалями «За трудовое отличие», «Ветеран труда», «За доблестный труд. В ознаменование 100-летия со дня рождения В. И. Ленина», несколькими почётными грамотами Президиума Верховного Совета Марийской АССР и др.
Ушла из жизни 12 декабря 1999 года в Йошкар-Оле.

## Научная деятельность
В 1944—1974 годах была преподавателем, деканом факультета языка и литературы, доцентом кафедры языка и литературы МГПИ им. Н. К. Крупской. Кандидат филологических наук.
Является автором и соавтором более 10 книг, школьных учебников, методических пособий для преподавателей марийского языка и литературы. Среди них: учебник-хрестоматия по марийской литературе для 8 классов (совместно с К. Т. Трофимовым, 1971), учебник-хрестоматия по марийской литературе для 9 классов (1975), учебник-хрестоматия по марийской литературе для 9 классов (1982) и др.
В 1987 году стала составителем сборника сказок «Йошкар пеледыш» («Красный цветок» для детей дошкольного возраста на луговомарийском языке.

## Звания и награды
- Отличник народного просвещения СССР[2]
- Отличник народного просвещения РСФСР
- Орден Красной Звезды (1946)[1]
- Медаль «За доблестный труд в Великой Отечественной войне 1941—1945 гг.»[2]
- Юбилейная медаль «За доблестный труд. В ознаменование 100-летия со дня рождения Владимира Ильича Ленина»[2]
- Медаль «За трудовое отличие»[2]
- Медаль «Ветеран труда»[2]
- Почётная грамота Президиума Верховного Совета Марийской АССР (1944, 1946, 1951, 1957)[1]